# Oxyopes pugilator
Oxyopes pugilator är en spindelart som beskrevs av Cândido Firmino de Mello-Leitão 1929. 

Oxyopes pugilator ingår i släktet Oxyopes och familjen lospindlar. Inga underarter finns listade i Catalogue of Life.